# Índice de dientes cariados, perdidos y obturados
El índice de dientes cariados, perdidos y obturados (decay-missing-filled index o DMF en inglés) es uno de los métodos más comunes en la epidemiología oral. Sirve para evaluar la prevalencia de caries dental y las necesidades de tratamiento dental entre poblaciones. Se ha utilizado durante aproximadamente 75 años. Está basado en el examen clínico de individuos utilizando una sonda, espejo y rollos de algodón. Cuenta el número de dientes cariados, perdidos (debido solo a la caries ) y restaurados. 

## CPOS
El CPOS (decayed, missing, and filled surfaces o DMFS en inglés) es otra versión propuesta en 1931.  Cuenta cada superficie afectada. Genera un índice de superficie cariadas, perdidas y obturadas.

## Otra información
La estadística está disponible por poblaciones según edad (p. ej., "CPO de niños de 12 años "). 
Debido a que el CPO es hecho sin radiografías , subestima la prevalencia real de la caries y las necesidades de tratamiento.